# 迷失 (第五季)
美國電視連續劇迷的第五季，由ABC電視臺所播映。迷的第五季於2009年1月21日於美國和加拿大首播，並於同年5月13日以兩小時特別版的季尾一集結束。本季繼續之前關於海洋航空815號班機的生還者的故事，當中一些生還者在小島上經歷了時空轉移，並困於過去的小島中。另外，一些逃離小島的生還者，亦要面對是否重新上島的抉擇，並乘坐另一班航機回歸小島。

## 演員
迷的第五季描述了14名主要角色。由於本季的故事線循兩個時間線發展，因此演員們被大分為兩個組別。
第一條故事線是主力描述，在第四季逃離了小島的生還者們，包括：傑克、凱特、扎伊爾德、赫利、善華、德斯蒙德和班。
另一故事線則是主力描述留在島上的生還者的14次時空轉移旅程，這些生還者中主要是描述：索耶、茱莉葉、麥爾斯、夏洛特、丹尼和真秀。
只有主角之一的洛克，於這兩條時間線之中被同時主要描述。洛克雖在第四季結尾，成為「其他人」的領袖，但後來因為時空轉移，而加入了索耶等人，最終離開小島並死亡。稍後，他的屍體跟隨著其他島外生還者，重新回歸小島。

## 集目
| 集目編號 | 季節集目編號 | 標題                     | 導演             | 作者                                 | 角色描述   | 首播日期      |
| --- | ------------ | ------------------------ | ---------------- | ------------------------------------ | ---------- | ------------- |
| 87 | 1            | 因你離開                 | Stephen Williams | Damon Lindelof和Carlton Cuse         | 沒有       | 2009年1月21日 |
| 當班轉動了蘭花站的轉輪後，留在島上的生還者，開始要經歷不穩定的時空轉移。島外方面，傑克和班開始努力令海洋航空六人組團聚；赫利和塞伊德就在安全屋被埋伏；凱特被律師要求進行基因測試後，帶著艾倫逃家。                                                           |              |                          |                  |                                      |            |               |
| 88 | 2            | 謊言                     | Jack Bender      | Edward Kitsis和Adam Horowitz         | 赫利       | 2009年1月21日 |
| 赫利和塞伊德正在逃避警方追捕，同時他亦向他的母親承認海洋航空六人組向大眾撒謊。班得知到只有70個小時來將海洋航空六人組集合，並返回小島。島上生還者在時空轉移後，遭受到火箭的攻擊。                                                                             |              |                          |                  |                                      |            |               |
| 89 | 3            | Jughead                  | Rod Holcomb      | Elizabeth Sarnoff和Paul Zbyszewski   | 德斯蒙德   | 2009年1月28日 |
| 德斯蒙德正尋找著丹尼爾的母親，並從外父查爾斯．威德摩口中得知她在洛杉磯。島上生還者時空轉移到1954年，此時洛克不能說服理查德，他是來自未來。另外，丹尼爾亦被要求處理一枚名叫Jughead的核彈。                                                                    |              |                          |                  |                                      |            |               |
| 90 | 4            | 小王子                   | Stephen Williams | Brian K. Vaughan和Melinda Hsu Taylor | 凱特       | 2009年2月4日  |
| 當島上生還者向著蘭花站前進時，他們轉移到艾倫出生當日，再到1988年。在1988年，真秀被盧梭的科研隊伍發現到。島外，凱特、班、傑克和塞伊德會面，而凱特發現到原來是班派律師前來。                                                                                   |              |                          |                  |                                      |            |               |
| 91 | 5            | 此地是死                 | Paul Edwards     | Edward Kitsis和Adam Horowitz         | 真秀和善華 | 2009年2月11日 |
| 1988年，真秀和盧梭的科研隊伍一同前往廣播塔，途中卻遭到黑煙的攻擊。夏洛特在死前向丹尼爾承認，她小時候是於島上長大。洛克轉動了在冰封密室內的轉輪，離開了小島。班在島外帶了傑克和善華，與丹尼爾的母親，埃洛伊塞．霍金會面，同時德斯蒙德亦找到了她。             |              |                          |                  |                                      |            |               |
| 92 | 6            | 316航班                  | Stephen Williams | Damon Lindelof和Carlton Cuse         | 傑克       | 2009年2月18日 |
| 埃洛伊塞．霍金告知海洋航空六人組返回小島的方法。傑克、凱特、塞伊德、赫利、善華和班，登上了由法蘭克．萊帕達駕駛的Ajira航空公司的316航班。飛機發生一次白色閃光後，傑克、凱特、塞伊德和赫利轉移到1977年的小島。                                                 |              |                          |                  |                                      |            |               |
| 93 | 7            | 傑羅米．邊沁的生與死     | Jack Bender      | Carlton Cuse和Damon Lindelof         | 洛克       | 2009年2月25日 |
| 316航班逼降後，洛克突然復活，並發現到班在傷員之中，及洛克被其他316航班生還者質問。後敘中，洛克離島後得到威德摩和馬修．亞巴頓的幫助下，與海洋航空六人組會合，直至班謀殺了洛克。                                                                               |              |                          |                  |                                      |            |               |
| 94 | 8            | LaFleur                  | Mark Goldman     | Elizabeth Sarnoff和Kyle Pennington   | 索耶       | 2009年3月4日  |
| 隨著多次時空轉移的結束，殘餘的島上生還者被困於1974年。他們拯救了達摩計劃的一名成員，艾美，之後成為達摩計劃的一員。在島上經歷3年後，茱莉葉成功為艾美接生，而與茱莉葉相愛的索耶，與傑克、凱特和赫利重聚。                                                      |              |                          |                  |                                      |            |               |
| 95 | 9            | Namaste                  | Jack Bender      | Paul Zbyszewski和Brian K. Vaughan    | 沒有       | 2009年3月18日 |
| 1977年，索耶安排了傑克、赫利和凱特加入了達摩計劃。塞伊德被真秀發現到，但塞伊德被逼要扮成「其他人」的一員，並被達摩人員關押。2007年，善華、法蘭克從克里斯蒂安．謝潑德口中知道，其他生還者被困於1977年。                                                       |              |                          |                  |                                      |            |               |
| 96 | 10           | 他是我們的你             | Greg Yaitanes    | Edward Kitsis和Adam Horowitz         | 塞伊德     | 2009年3月25日 |
| 1977年，塞伊德拒絕與索耶合作，結果達摩人員投票決定處決塞伊德。12歲的班釋放了塞伊德，希望他可以帶自己加入「其他人」。但是，當他們逃脫後，塞伊德槍擊了班。後敘中，塞伊德被一個名叫伊蘭娜的賞金獵人捉住，並被押上前往關島的316航班。                            |              |                          |                  |                                      |            |               |
| 97 | 11           | 所有發生了的事，都會發生 | Bobby Roth       | Carlton Cuse和Damon Lindelof         | 凱特       | 2009年4月1日  |
| 茱莉葉不能治療班的槍傷，而傑克又拒絕伸出援手，逼使凱特帶著班去「其他人」那處接受治療。而理查德就向她表示，治療會令班永遠改變。後敘中，凱特決定回到小島，並把艾倫交給他的祖母（克萊爾的母親）照顧。                                                           |              |                          |                  |                                      |            |               |
| 98 | 12           | 死者已死                 | Stephen Williams | Brian K. Vaughan和Elizabeth Sarnoff  | 班         | 2009年4月8日  |
| 2007年，班與洛克回到主島，故此班就可以因艾歷克斯的死而接受黑煙的審判。同時，法蘭克試圖回到副島，並被伊蘭娜的一伙人挾持。後敘中，顯示了班在1989年從盧梭手上搶走了艾歷克斯，和他在登上316航班前遇到德斯蒙德和潘妮．威德摩。                                    |              |                          |                  |                                      |            |               |
| 99 | 13           | Some Like It Hoth        | Jack Bender      | Melinda Hsu Taylor和Greggory Nations | 麥爾斯     | 2009年4月15日 |
| 1977年，班的父親羅傑開始懷疑凱特和他的兒子失蹤有關。同時，麥爾斯被指派要運送一具屍體到天鵝站的工地，交給他的父親，張博士。後敘中，麥爾斯發現自己有與死者溝通的能力，並被聘請登上貨輪而登上小島。                                                             |              |                          |                  |                                      |            |               |
| 100 | 14           | 變量                     | Paul Edwards     | Edward Kitsis和Adam Horowitz         | 丹尼爾     | 2009年4月29日 |
| 1977年，丹尼爾回到小島，並警告大家天鵝站將會發生大災難。傑克、凱特和丹尼爾與達摩人員發生槍戰，並令達摩人員追擊茱莉葉和索耶。後敘中，丹尼爾與親生父母，埃洛伊塞.霍金及查爾斯.威德摩的關係被顯示了。                                                           |              |                          |                  |                                      |            |               |
| 101 | 15           | 跟隨領袖                 | Stephen Williams | Paul Zbyszewski和Elizabeth Sarnoff   | 沒有       | 2009年5月6日  |
| 1977年，傑克決定跟從已死的丹尼爾的建議，引爆Jughead核彈，但是凱特卻對此反對。張博士說服了達摩計劃成員撤離小島，令索耶、茱莉葉和凱特可以登上潛艇離開小島。2007年，洛克與理查德、「其他人」重聚，並出發去殺害其他人的最高領袖，雅各。                          |              |                          |                  |                                      |            |               |
| 102–103 | 16–17        | 事件                     | Jack Bender      | Damon Lindelof和Carlton Cuse         | 雅各       | 2009年5月13日 |
| 1977年，生還者成功在天鵝站工地引爆了改裝後的核彈，本集結束於核彈的爆發。2007年，洛克與其他人前往雅各居住的四趾雕像的底部，並揭示了洛克是由黑煙假扮。黑煙揭示身份後，擺佈班殺害他的老敵人，雅各。後敘中，雅各於不同時間探訪了不同的主角。本集是兩小時特別版。 |              |                          |                  |                                      |            |               |